# Quelque chose pour rien
Quelque chose pour rien (titre original : Something for Nothing) est une nouvelle de science-fiction à saveur humoristique écrite par Robert Sheckley.

## Publications

### Publications aux États-Unis
La nouvelle est notamment parue dans Galaxy Science Fiction en juin 1954.

### Publications en France
Elle a été traduite en français par Marcel Battin et publié par la revue Galaxie (no 11) en octobre 1954.
La nouvelle est encore parue en France :
- dans l'anthologie Les Univers de Robert Sheckley (mai 1972) ;
- dans l'anthologie Histoires d'immortels (1984).

### Publications dans d'autres pays occidentaux
- Publication en Italie[1] sous le titre Niente per niente ! (1960).
- Publication en Allemagne[2] sous le titre Die Wunschmaschine (1963).
- Publication aux Pays-Bas[3] sous le titre Iets voor Niets (1969).
- Publication en Hongrie[4] sous le titre Valamit semmiért (1977).

## Résumé
Joe Collins, sans l'avoir voulu, entre en possession d'une Machine (« The Utilizer ») provenant apparemment du futur, fabriquée par une civilisation aux pouvoirs immenses. En effet cette machine a la capacité de réaliser toutes les volontés que son possesseur émet : il peut tout demander « pour rien » (d'où le titre de la nouvelle).
C'est ainsi que Joe demande diverses choses qu'il n'aurait jamais cru pouvoir s'offrir, à commencer par une forte somme d'argent. Même s'il est bien conscient que la Machine ne lui est pas destinée, il ne peut pas s'empêcher de l'utiliser. Quelques heures après, un homme vient le voir, et lui demande s'il fait bien partie des « A + », et s'il souhaite conserver la Machine ou la restituer. Joe, craignant qu'on ne la lui enlève, déclare qu'il est bien de la classe des « A + » et qu'il a effectivement le droit de détenir l'engin.
Pendant plusieurs jours, Joe utilise sans hésiter la Machine. Il acquiert notamment un Palace, des servantes, des danseuses, cinq millions de dollars, une bonne santé, l'immortalité, un studio de cinéma, une voiture de sport, un troupeau de vaches, etc.
Un jour la Machine disparaît, et Joe est « téléporté » devant un agent du futur, qui l'interroge. Fièrement, Joe déclare qu'il a utilisé la Machine, car tout homme a le droit de bénéficier de ses capacités, et pas seulement les privilégiés de la classe A +. L'homme lui répond que « A + » n'est ni une catégorie sociale ni une classe sociale, mais le credit scoring calculé par une banque au sujet d'un particulier, pour vérifier que l'intéressé est en mesure de rembourser son emprunt. Joe est interloqué : de quel emprunt son interlocuteur parle-t-il ? L'homme lui explique que l'utilisation de la Machine n'est pas gratuite, et qu'il va devoir rembourser l'intégralité de ce qu'il a emprunté. Il lui présente la facture, d'un montant de « 18 milliards de crédits ». Joe réplique qu'il n'a pas les moyens de rembourser cette somme. L'homme rétorque qu'on va trouver un moyen pour s'arranger.
Joe se retrouve alors téléporté sur une planète grise, aux abords d'une carrière de marbre. Un contremaître s'approche et lui remet une pioche entre les mains. Joe apprend qu'il va être chargé d'extraire du marbre de la carrière et qu'il sera rémunéré 50 crédits par mois, jusqu'au remboursement intégral de sa dette. Joe s'écrie que ce n'est pas possible, et que toute sa vie ne lui permettra pas de payer la somme due ! L'homme lui fait remarquer qu'il avait demandé à bénéficier d'une bonne santé, et qu'il ne faut pas que Joe s'en fasse : après quelques milliers d'années de travail, il se sera habitué… Joe fait observer que sur la facture remise par l'employé de la comptabilité, l'immortalité n'était pas facturée. Le contremaître répond que c'est normal : l'immortalité n'est pas facturée, elle est accordée gratuitement !
Le titre de la nouvelle prend alors une seconde signification…

### Lire la nouvelle en VO
- (en) Sur Galaxy Magazine